# ألفرد ويليام موريسون
ألفرد ويليام موريسون (بالإنجليزية: Alfred William Morrison)‏ هو سياسي أمريكي، ولد في 25 نوفمبر 1802، وتوفي في 24 أغسطس 1883. حزبياً، نشط في الحزب الديمقراطي.